# Palazzo della Banca Nazionale del Lavoro (Neapel)

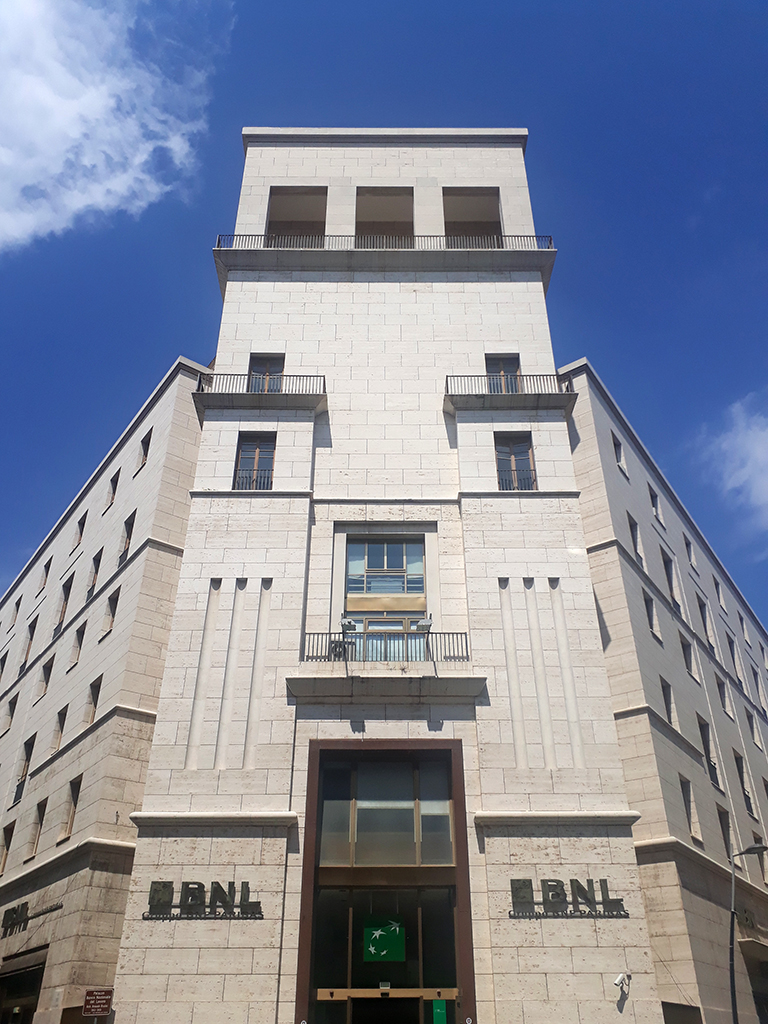
Palazzo della Banca Nazionale del Lavoro in Neapel

Der Palazzo della Banca Nazionale del Lavoro, früher Palazzo dell'Istituto Nazionale Fascista di Previdenza Sociale, ist ein Palast aus den 1930er-Jahren im Stil des italienischen Rationalismus im Viertel Carità von Neapel in der italienischen Region Kampanien. Das Gebäude liegt zwischen der Via Armando Diaz und der Via Toledo.

## Geschichte
Der Bau wurde nach Plänen von Armando Brasini errichtet. Die Arbeiten begannen 1933 und wurden 1938 abgeschlossen. Anfang der 1950er-Jahre kaufte die Banca Nazionale del Lavoro das Gebäude und richtete dort ihre Hauptverwaltung ein.

## Beschreibung
Das bestimmende Element des Bankgebäudes ist der Eckturm, der dem Bauwerk ein monumentales Aussehen verleiht. Die Architektur selbst ist in einen großen Travertinblock eingebettet, der durch dunkle Linien bereichert wird, die dem gesamten Werk ein reserviertes und strenges Aussehen verleihen.